# Orléanska stolnica
Orléanska stolnica ali stolnica sv. Križa (francosko Basilique Cathédrale Sainte-Croix d'Orléans) je rimskokatoliška cerkev v mestu Orléans v Franciji. Stolnica je sedež škofa Orléansa.
Prvotno je bila zgrajena od leta 1278 do 1329. Delno so jo leta 1568 uničili hugenoti med francoskimi verskimi vojnami, a je bila med letoma 1601 in 1829 ponovno zgrajena. Stavba je grajena v gotskem arhitekturnem slogu.
Med obleganjem Orléansa je stolnico pogosto obiskovala Ivana Orleanska. Vitraji zdaj prikazujejo zgodbo o Ivaninih dejanjih, ki so prispevala k odpravi obleganja.
Stolnica Sainte-Croix d'Orléans je po seznamu iz leta 1862 uvrščena med zgodovinske spomenike.

## Zgodovina
Prva cerkev je bila zgrajena okoli leta 330 na severovzhodu utrjenega Orléansa, ki se je takrat imenoval Aurelianum. Ime je dobil po škofu Evurtiju, potem ko so nekaj let prej v Jeruzalemu odkrili Pravi križ. Anian Orléanski († okoli 453), eden njegovih naslednikov na položaju orléanskega škofa, je dokončal gradbena dela. Leta 865 so Normani cerkev oplenili, vendar je niso uspeli požgati. Karolinška kralja Karlman in Arnulf Koroški sta leta 883 obnovila staro državo. Leta 999 je velik požar uničil velike dele mesta, vključno s cerkvijo sv. Križa.

### Romanska stavba
V 11. stoletju je prejšnja stolnica sv. Jakoba postala premajhna, da bi služila kot sedež škofije, cerkev sv. Križa pa je bila povzdignjen v status nove stolnice. Južno in vzhodno od cerkve so bile zdaj dodane stavbe za stolnični kapitelj. Nova cerkev, zdaj v romanskem slogu, je bila dokončana v 12. stoletju in je bila ena največjih stolnic v Franciji: imela je dvojne ladje, kor nad kripto, ambulatorij s kapelami in fasado, obkroženo z dvema stolpoma. Vendar se zdi, da je bila ta stavba postavljena tako naglo, da se je leta 1227 delno podrla.
Poleg tega je obstajala pomembna stolnična šola, znani učitelji v 11. stoletju so bili Odo von Meung, v 12. stoletju Hilarius Orléanski in Hugo Primas.

### Gotska stolnica
Leta 1278 se je škof Robert de Courtenay (1258-1279), vnuk kralja Ludvika VI., odločil zgraditi novo cerkev, zdaj v gotskem slogu, namesto da bi znova obnovil staro cerkev. Ker pa je bil prisiljen svojemu kralju Ludviku IX. za spremstvo na križarski vojni je stavbo zapustil svojemu prijatelju in nasledniku Gillesu Pastéju, ki je 11. septembra 1288 položil temeljni kamen. Kot običajno so se začela dela na koru, ki naj bi ga dokončali na ladji, tako da bi v novo stavbo vključili stare romanske stolpe na zahodni fasadi in neporušene dele ladje. Kor je bil povečan s kapelami v apsidi konec 13. stoletja in s stranskima kapelama v 14. stoletju. Nova stavba je nepoškodovana preživela stoletno vojno in zlasti obleganje Orléansa (1429). Leta 1512 so na vrh zvonika postavili veliko zlato kroglo s križem, ki se je dvigal nad križnim stolpom. V naslednjih letih je bila povezava z romanskim transeptom dopolnjena s štirimi novimi loki.
Leta 1567 se je začela druga hugenotska vojna, med katero so Orléans zasedli protestanti, ki so kmalu začeli uničevati cerkve. Njihov vodja Ludvik I. Burbonski, princ de Condé, je nato dal zazidati vrata stolnice, toda v noči s 23. na 24. marec 1568 je majhni skupini hugenotov uspelo vdreti vanjo in štiri stebre križišča razstreliti, pri čemer se je cerkev skoraj popolnoma podrla. Ostale so samo kapele v koru in prva dva loka ladje. 2. julija 1598 je kralj Henrik IV. prišel v Orléans in obljubil, da bo obnovil cerkev na državne stroške.

### Arhitekturna zgodovina današnje stolnice
18. aprila 1601 sta Henrik in Marija Medičejska položila temeljni kamen za novo cerkev. Kor je bil dokončan leta 1623, dela so se začela leta 1627 na transeptu, katerega severni del je bil dokončan leta 1643, južni pa leta 1690: nad portalom južnega transepta je bilo umeščeno geslo novega kralja Ludvika XIV.: Nec pluribus impar.
V 17. stoletju je cerkev delal arhitekt Étienne Martellange, ki mu je v 18. stoletju sledil Jacques Gabriel, ki je zasnoval korne klopi in ograjen prostor za kor, ter Louis-François Trouard. Leta 1739 so se začela dela na zahodnem portalu in obeh stolpih kot podaljšku ladje. Staro romansko pročelje so podrli in leta 1773 dokončali novo. V naslednjih desetih letih so zgradili prvi dve nadstropji stolpov, nato pa je bilo treba portal okrepiti, saj je grozil, da se bo porušil. Francoska revolucija je ustavila nadaljnja dela, vendar sta za dokončanje stolnice manjkala le dva stolpa.
Dela so se nadaljevala šele leta 1817, leta 1829 pa je kralj Karel X. lahko proslavil dokončanje. Leta 1854 so negotovo nagnjen zvonik podrli in v štirih letih ponovno zgradili. Leta 1859 so na koru vgradili okna.
Leta 1940 je bila stolnica poškodovana v bombnih napadih. Po koncu vojne so se začela popravljalna dela, ki še danes niso končana: dostop do obeh stolpov je še vedno prepovedan.
- Stolnica sv. Križa in most Jurija V.
- Fasada na Rue Jeanne d’Arc
- Glavna ladja
- Orgle
- Vitraji
- Vitraji

## Dimenzije
- Dva stolpa sta visoka 82 metrov, vrh doseže 114 metrov.
- Stolnica je dolga 140 metrov, sestavljena iz petih ladij s skupno širino 40 metrov; transept meri 53 metrov.
- Ladja je visoka 32 metrov (v primerjavi s Notre-Dame de Pariz: 33,5 metra)

## Orgle
Leta 1806 je stolnica dobila v dar orgle iz samostana Saint-Benoît, ki jih je leta 1657 zgradil Grantin. Leta 1880 je Aristide Cavaillé-Coll ponovno uporabil ohišje in posamezne registre, da je izdelal nove orgle, ki so ene njegovih najbolj znanih in prikazujejo tipične značilnosti njegovega idealnega simfoničnega zvoka. Od leta 2004 do septembra 2007 je restavriral Bernard Hurvy.
Glasbilo ima 54 registrov na štirih manualih in pedalu ter ima mehansko upravljanje.